# Jakob Annasohn
Jakob Annasohn (* 22. Oktober 1901 in Romanshorn; † 10. März 1983 in Bern, heimatberechtigt in Uttwil) war ein Schweizer Generalstabschef.

## Leben
Nach Abschluss der Matura im Jahr 1920 studierte Annasohn zwei Semester lang in Genf an der Faculté des lettres und später in Zürich während vier Semestern die Geschichte der Schweiz, sowie nebenbei Literatur, Psychologie und Recht.
In der Schweizer Armee wurde Annasohn 1929 Instruktionsoffizier und 1940 Kommandant eines Füsilierbataillons. Vier Jahre später, 1944, war er Stabschef der 7. Division und 1945 Regimentskommandant. In den Jahren 1945 bis 1949 stand er der Operationssektion der Generalstabsabteilung vor und wurde 1950 zum Oberstdivisionär ernannt. Danach war er als Unterstabschef Front und als Kommandant der Generalstabskurse tätig, bis er 1952 Kommandant der 7. Division wurde. Im Jahre 1958 wurde er dann zum Generalstabschef befördert und war damit Oberstkorpskommandant.
Während seiner Zeit als Chefbeamter der Generalstabsabteilung war Annasohn bemüht, ein einheitliches Konzept zur Landesverteidigung zu erstellen. Nach seiner Wahl zum Generalstabschef schuf er eine Verteidigungspolitik, die auf Angriff eingestellt war. Diese Politik wollte er mit der Beschaffung von Atomwaffen vorantreiben. Aus finanziellen Gründen und aufgrund starken politischen Widerstands musste er sein Vorhaben jedoch zurückstecken. 1961 erreichte er mit der Truppenordnung einen Kompromiss und schuf damit eine Armee, welche eine Verteidigung zur Verfügung stellte, die auch für Gegenanschläge voll einsatzbereit war. Die unter seiner Verantwortung als Leiter der Arbeitsgruppe für militärische Flugzeugbeschaffung entstandene Mirage-Affäre war ausschlaggebend für seinen Rücktritt, den er 1964 einreichte.
Nach seiner Zeit als Generalstabschef war Annasohn von 1965 bis 1966 als Beauftragter des Bundesrats für besondere Studien tätig. Die Grundlage zum Bundesgesetz über die Leitungsorganisation und den Rat für Gesamtverteidigung war sein Bericht Wirksame Unterstützung des Bundesrates in der Leitung der totalen Landesverteidigung, welchen er im Dezember 1966 publizierte.
Annasohn galt als überzeugende Führungspersönlichkeit, die mitreissen konnte und präzis arbeitete.